# بونوکونونتو
بونوکونونتو (به ایتالیایی: Buonconvento) یک کومونه در ایتالیا است که در استان سیه‌نا واقع شده‌است.

## خصوصیات
بونوکونونتو ۶۴٫۸ کیلومترمربع مساحت و ۳٬۱۹۷ نفر جمعیت دارد و ۱۴۷ متر بالاتر از سطح دریا واقع شده‌است.